# 久保木博之
久保木 博之（くぼき ひろゆき、1956年9月10日 - ）は、ミュージシャン、ラッツ&スターのメンバー。トップテナーボーカル担当。

## 来歴
1975年、日体荏原高等学校（現・日本体育大学荏原高等学校）卒業。
卒業後、ガソリンスタンドに就職する。
1980年2月25日、鈴木雅之や田代まさしらと共にシャネルズのメンバーとしてデビュー。
1983年4月1日、グループ名をラッツ&スターに改名。
1986年頃、ラッツ&スター活動休止。
1996年4月22日、ラッツ&スター再集結。この年のNHK紅白歌合戦に「夢で逢えたら」で初出場する。